# Jaroslav Rážek
Jaroslav Rážek (* 12. května 1942, Protektorát Čechy a Morava) je bývalý československý házenkář a zlatý medailista z mistrovství světa v házené ve Švédsku v roce 1967. Původním povoláním je typograf.

## Kariéra
Hráčskou kariéru začínal Rážek v týmu HK Sparta Praha. Během vojny přestoupil do Dukla Praha. S Duklou získal osm ligových titulů. V roce 1963 se podílel také na vítězství v Poháru mistrů evropských zemí.